# Imre Leader

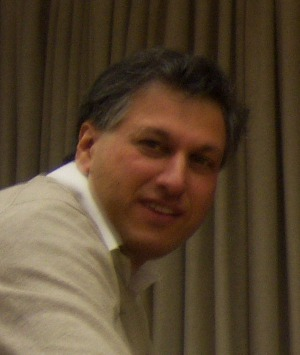
Imre Leader im April 2010

Imre Leader (* 30. Oktober 1963) ist ein britischer Mathematiker, der sich mit Kombinatorik beschäftigt.
Leader besuchte die St. Paul´s School in London. 1981 gewann er als Mitglied des britischen Teams die Silbermedaille bei der Mathematikolympiade. Er studierte am Trinity College der Universität Cambridge, wo er 1989 bei Béla Bollobás promoviert wurde (Discrete isoperimetric inequalities and other combinatorial results). Er ist dort heute Professor für Mathematik und seit 2000 Fellow des Trinity College.
Er hat ungarische Wurzeln und ist das Patenkind von Imre Lakatos. Mit William Timothy Gowers und June Barrow-Green war er einer der Herausgeber des Princeton Companion to Mathematics (Princeton University Press 2008).
1999 erhielt er den Whitehead-Preis.
Er ist mehrfacher britischer Meister im Othello-Spiel (zum Beispiel 2002, 2006, 2010), in der britischen Rangliste war er 2012 auf Platz 2, wurde bei der Weltmeisterschaft 1983 Zweiter, hat sich im Finale der Europameisterschaft 2019 gegen Matthias Berg durchgesetzt und war Teil des britischen Teams, das die Weltmeisterschaft 1988 gewann.